# 克羅伊茨峰 (維內迪傑山脈)
47°2′50″N 12°21′34″E / 47.04722°N 12.35944°E

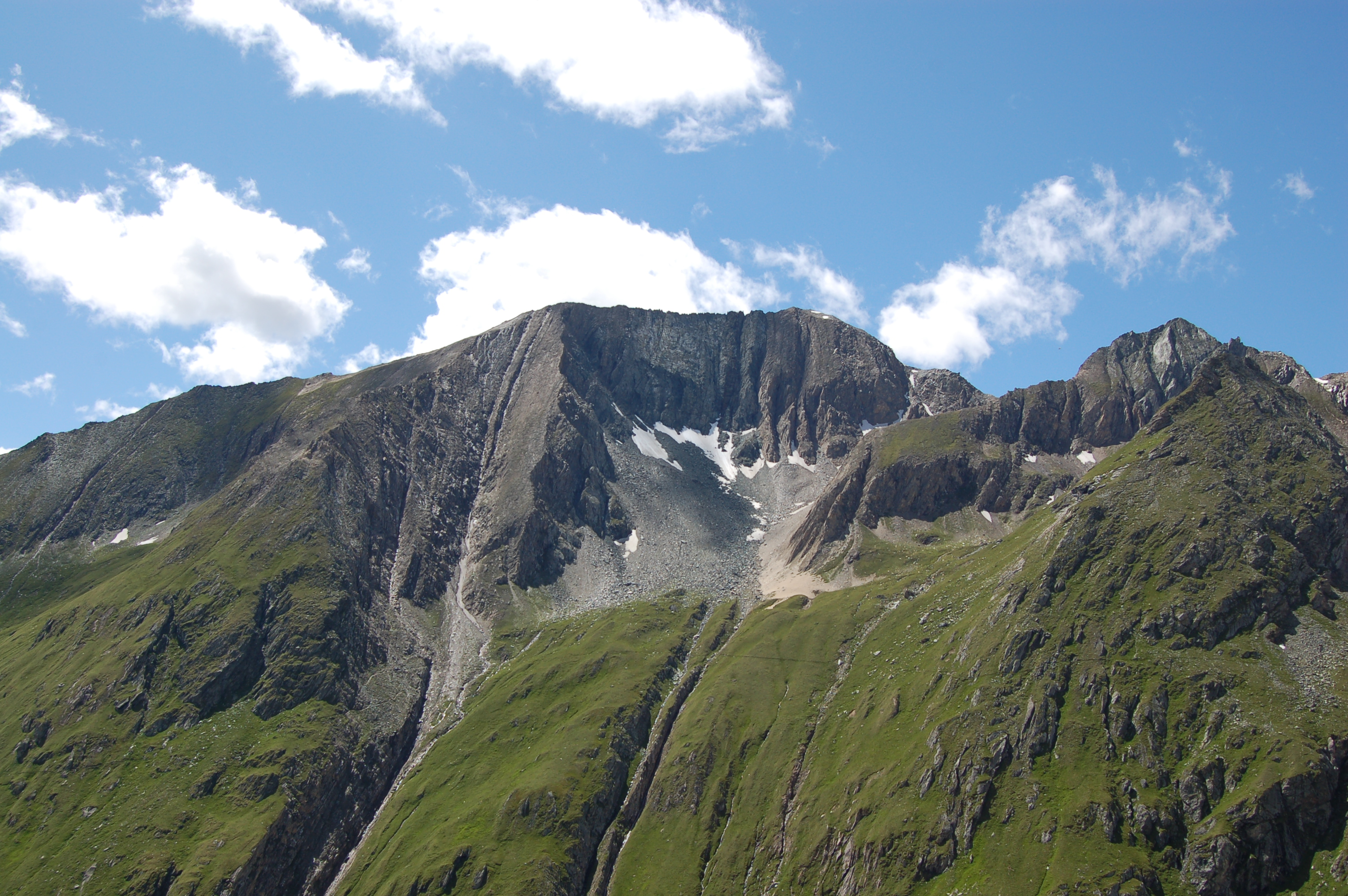

克羅伊茨峰（德語：Kreuzspitze），是奧地利的山峰，位於該國西部，由蒂羅爾州負責管轄，屬於維內迪傑山脈的一部分，海拔高度3,155米，每年平均降雨量1,874毫米。